# Toru Yoshida
Toru Yoshida (jap. 吉田 暢 Yoshida Toru; ur. 17 maja 1965) – japoński piłkarz występujący na pozycji pomocnika.

## Kariera klubowa
Od 1984 do 1997 roku występował w klubach JEF United Ichihara i Brummell Sendai.